# Capitell

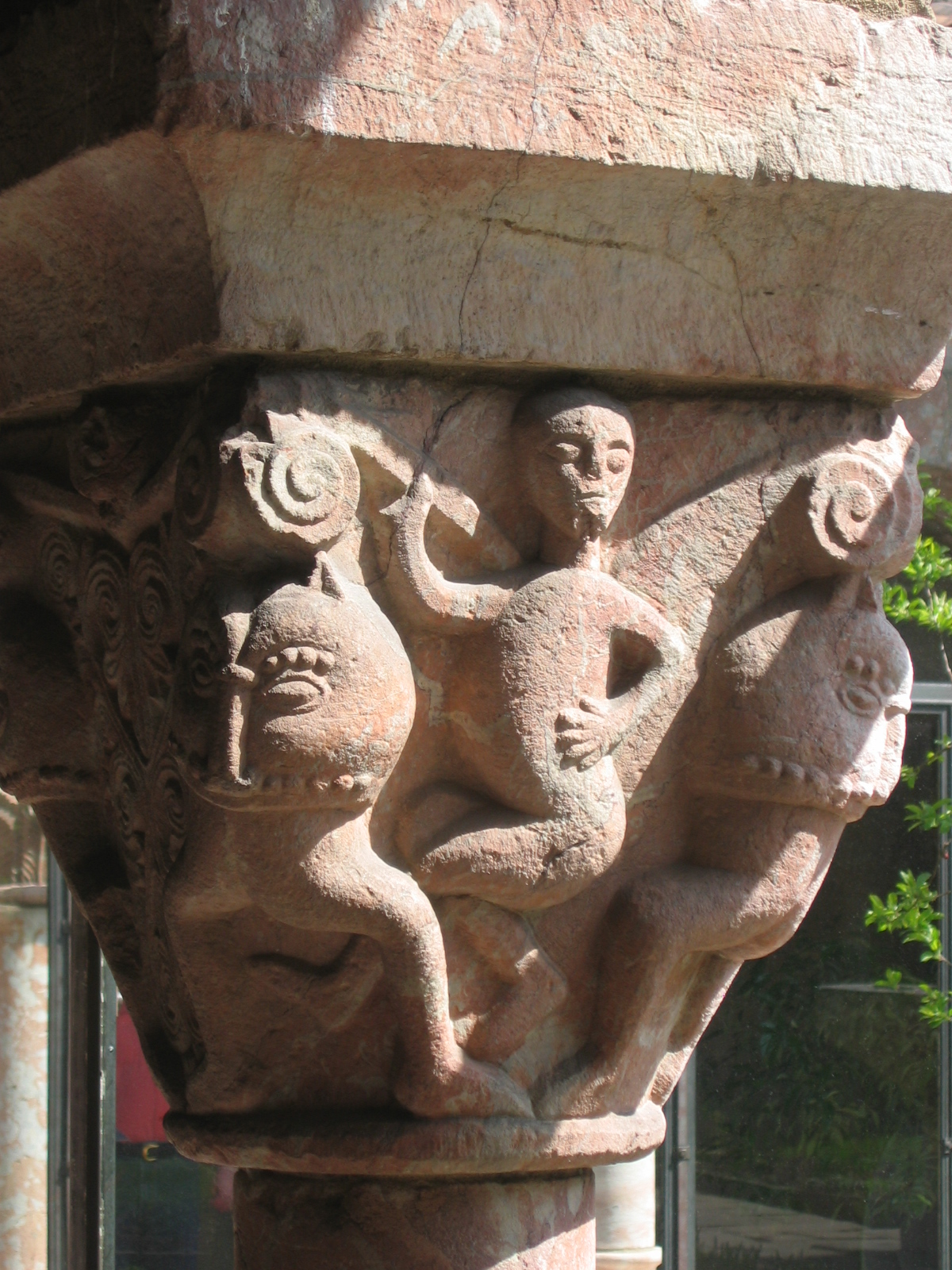
Capitell romànic del claustre de Sant Miquel de Cuixà, actualment al museu The Cloisters (Nova York).

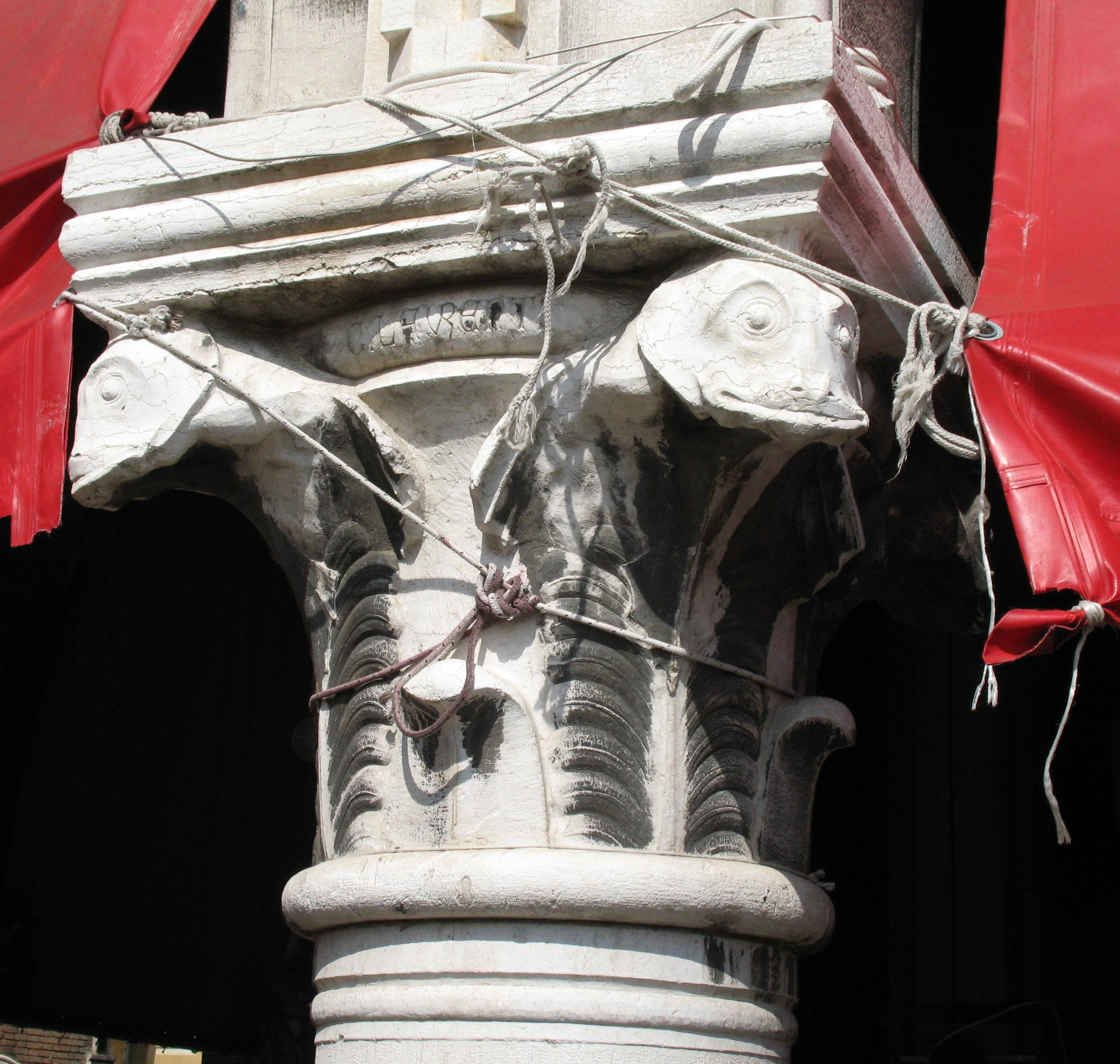
Capitell del mercat del peix de Venècia

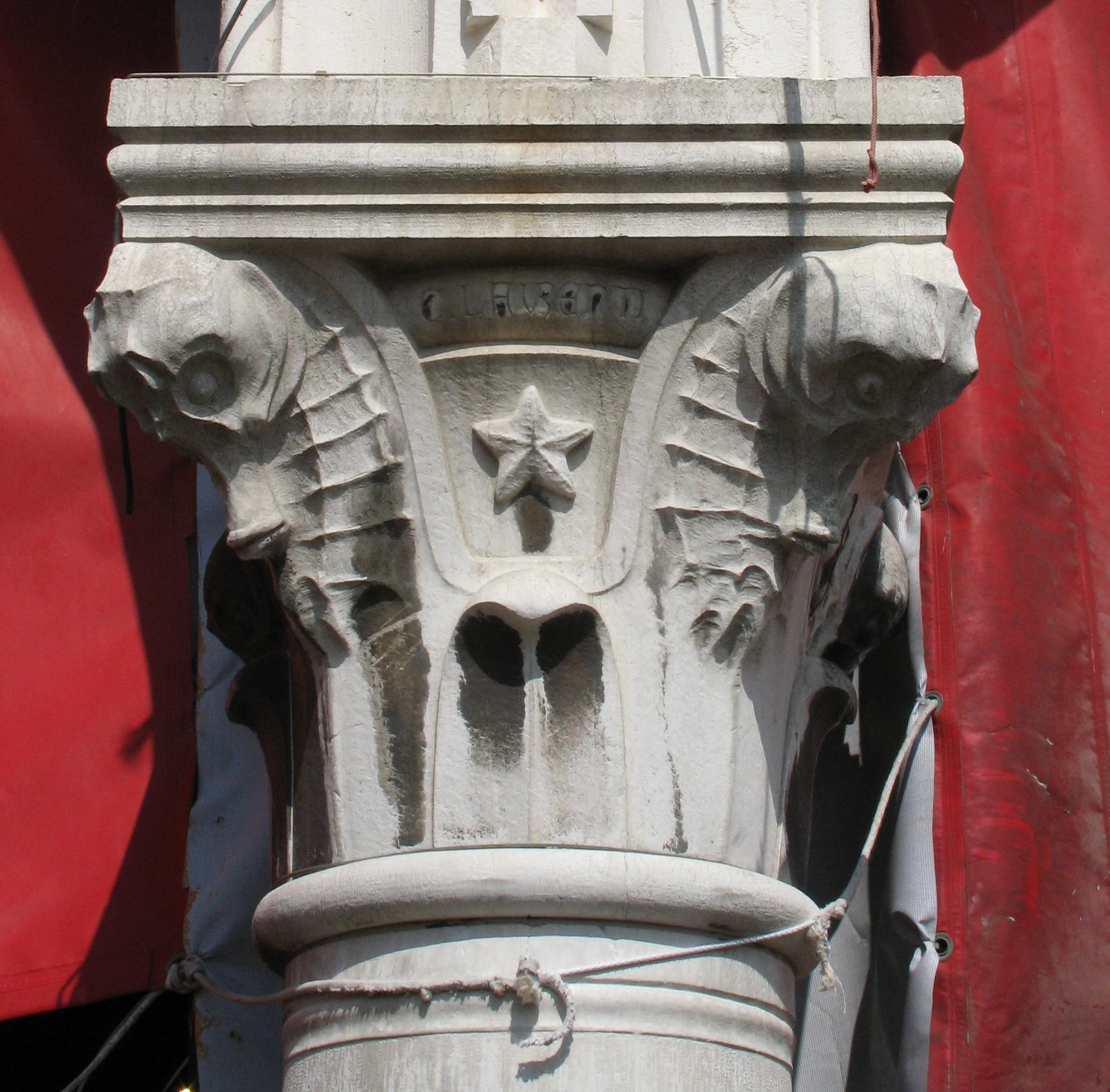
Capitell del mercat del peix de Venècia

El capitell és la part superior d'una pilastra o columna, sovint ornamentat amb escultures. El seu origen es remunta a l'antic Egipte i en l'arquitectura grega determina l'ordre d'una columna (dòric, jònic o corinti). Durant l'edat mitjana, contenia escenes bíbliques, ornaments que imitaven la natura, fulles d'acant i criatures llegendàries.

## Art romànic
Els capitells són una de les mostres més importants de l'escultura romànica i condueixen a un món ric en simbologia. La pedra esculpida era, en moltes ocasions, un eficaç vehicle de comunicació entre l'església i els fidels i, amb el seu impacte visual, ajudava a convertir els temples en «el regne de Déu a la terra». Així, els artesans escultors tenien la missió d'instruir amb senzillesa i emocionar amb el seu art. Els capitells, amb profusió de temes i on l'artista tenia més llibertat creativa, compleixen plenament aquestes funcions.
L'escultura romànica estava integrada en l'arquitectura formant un tot. Les portalades i els capitells en són dos clars exemples. L'escultor, per tant, havia d'encabir la seva obra en espais reduïts aprofitant la pedra al màxim. Aquesta «exigència» provocava que l'escultura no es preocupés per representar imatges fidedignes de la realitat i, sovint, hi trobem figures desproporcionades, aixafades, caragolades o ocupant diverses cares dels capitells.
La manca d'espai era una de les raons d'aquest «antinaturalisme» que caracteritza l'escultura —i també la pintura— del romànic. Però no pas l'única: l'objectiu principal de l'artista no era el tractament proporcionat i fidedigne de les figures, sinó el seu valor simbòlic i el contingut del missatge que volien transmetre a l'espectador. Aquesta forma d'entendre l'art pròpia del romànic deriva d'un concepte clàssic, el neoplatonisme. Una creença que defensa que el món natural tan sols és una aparença que amaga la realitat vertadera i transcendent de Déu. Difós per sant Agustí, el neoplatonisme va tenir una influència decisiva en la configuració de l'art medieval.
La creació de l'ésser humà, el pecat original, la nativitat o el judici final són alguns dels temes representats en el que es coneix com a capitells historiats. Però, sens dubte, el que més en crida l'atenció és el ric, i de vegades fantasmagòric, repertori del bestiari medieval. Procedent del món clàssic, romà d'Orient i persa, el cristianisme se'l fa seu atribuint virtuts o pecats als diferents animals reals o fantàstics que en formen part.
Així, entre els animals que representen el bé, trobem les aus, sovint comparades amb l'ànima que s'eleva cap al cel, el lleó o el griu. A l'altre costat de la balança, el mico —caricatura grotesca de l'ésser humà—, la serp —símbol universal del pecat—, la llebre i el conill —per la seva fertilitat—, el porc senglar i el boc. Dracs, harpies, basiliscos, sirenes i centaures completen el repertori de bèsties enemigues de les persones i de Déu.